# Julien Bam

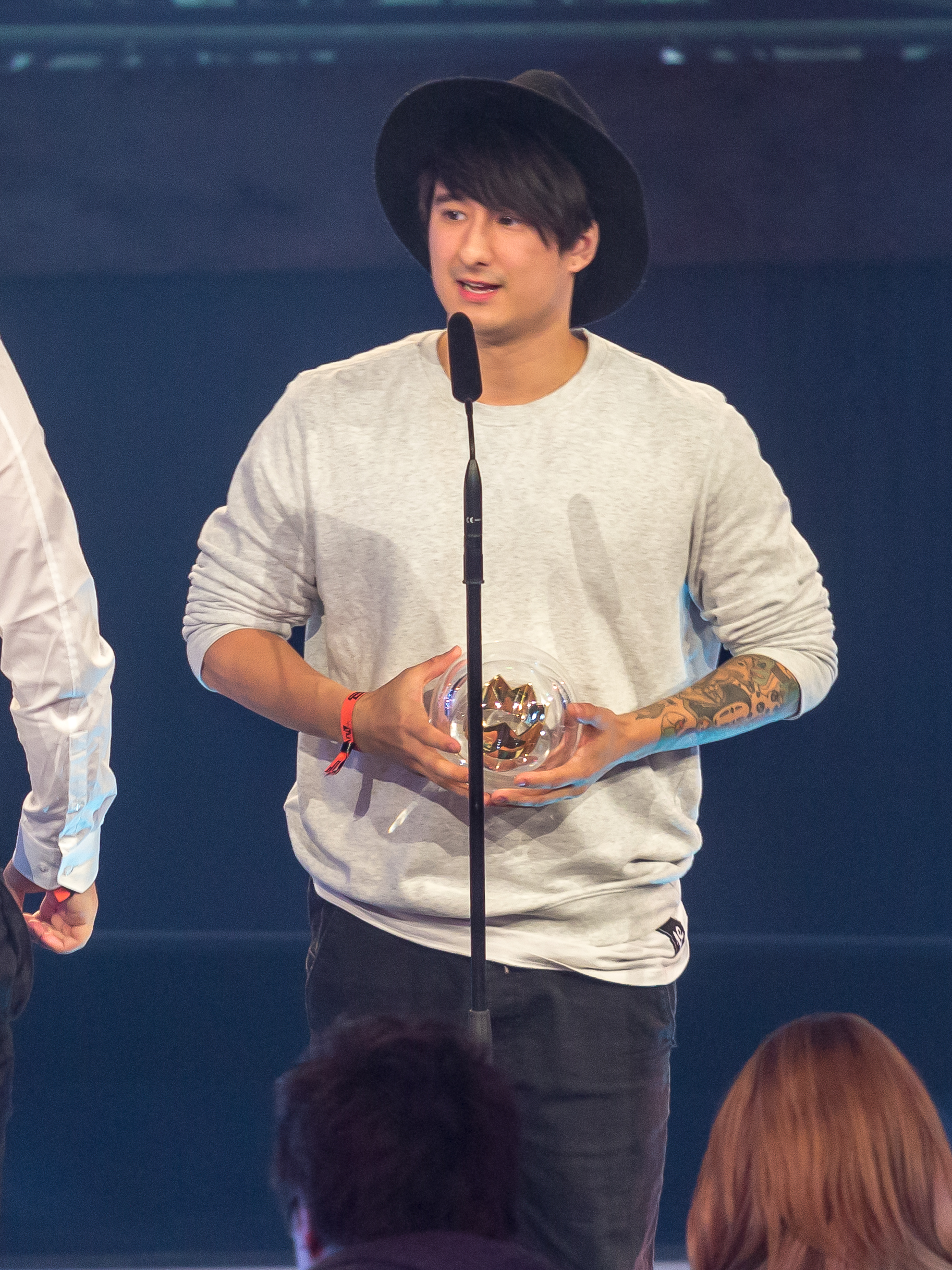
1LIVE Krone 2016 - 2015 - Show - Julien Bam

Julien Bam (* 23. listopadu 1988 Cáchy, vlastním jménem Julien Zheng Zheng Kho Budorovits) je německý youtuber, zpěvák, filmař a podcaster.

## Život
Bam má české, rumunské, ruské a singapurské kořeny. Začal dávat lekce breakdance, ale později se jich vzdal ve prospěch svých videí na svém kanálu YouTube, který založil v roce 2012. V roce 2016 byl nominován na Kids Choice Awards jako nejoblíbenější videoblogger (Německo, Rakousko, Švýcarsko). V roce 2021 dostal svou show na Netflixu Life's a Glitch with Julien Bam.

## Filmografie

### Herec
- 2020 - Jak prodávat drogy přes internet (rychle) (2x01)
- 2021 - Life's a Glitch with Julien Bam

### Scenárista
- 2021 - Life's a Glitch with Julien Bam